# Leptopleuron
Leptopleuron é um gênero de répteis pré-históricos que viveram durante o período Triássico, da Era Mesozóica. Pertenciam à ordem Procolophonomorpha. Seus fósseis foram encontrados na Escócia.